# Vibe Robin
Vibe Robinson med kunstnernavnet Vibe Robin (16. juni 1952 – 17. maj 2017) var en dansk musiker og kunstmaler.
I sine unge år arbejde hun især som musiker og komponist, men senere i livet kom maleriet til at fylde mere og mere i hendes liv.
Hun var ud af en kunstnerisk familie. Hendes far var den sønderjyske billedkunstner Hans Günther Hansen (1922-2013) og hendes søster Maj Olika (f. 1965) maler og illustrerer børnebøger.
Først og fremmest er Robin kendt og højt respekteret som komponist. Med sin baggrund som udøvende komponist, bassist og bandleader spændte hun over mange forskellige musikgenrer – bl.a. jazz, rock, fusion og folkemusik. Musikken var hendes røde tråd gennem hele livet.
Samtidigt var hun også en spændende tekstforfatter, som skrev sine sange med både indhold og følelse, hvor teksterne samtidigt fungerede som en percussitiv værdi. 
Ud over at skrive tekster til sin egen musik, har hun også leveret sangtekster til andre komponister. 
Vibe Robinson havde musik i generne. Begge hendes bedstefædre var musikanter, og hendes familie har altid været meget domineret af musikken, hvor flere andre familiemedlemmer også er blevet musikere, bl.a. hendes svenske fætter Bent Persson, som er en kendt jazzmusiker i Sverige.
Robin startede på violin som barn, men som teenager var det mere guitaren som trak, hvorefter hun begyndte at skrive sange. Senere blev det bassen hun kastede sig over, og med sit specielle virtuose baspil blev hun hurtigt hvirvlet ind i hele den københavnske Jazz-fusions-scene, hvor hun bl.a. spillede sammen med Marilyn Mazur, Uffe Marcussen, John Ravn og mange andre.
Efter nogle år i dette miljø, tog Robin til England. Derovre blev hun hurtigt meget efterspurgt både som komponist og bassist, og hun levede derefter i mange år af at være sessionmusiker, hvor hun spillede utallige jobs både i London og i andre storbyer rundt om i landet – bl.a. med Maggie Nickols, Lindsey Cooper, Pete New og Demelza Val Baker.
I 1982 tog hun tilbage til Danmark  bl.a. for at undervise i improvisationsmusik på St. Restrup Højskole, og blev derefter igen involveret i jazz-sessions i København og startede i den periode Jazzrock-bandet: Tyfoon. Besætningen var dengang: Lotte Anker, Marilyn Mazur, Cæcilia Glode, Annette Bork, Anne Skoven (Miss B. Haven), Lise Dynnesen. Senere kom Sanne Brüel (Jomfru Ane Band) med, som forsanger i bandet, og Mette Mathiesen (Miss B. Haven) kom med i stedet for Marilyn Mazur.
Både professionelt og privat dannede Robin og Sanne Bruël par frem til Sannes død i 2013. 
Sanne Brüel komponerede musikken til Tove Ditlevsen-LP’en ”Den Hemmelige Rude ”, som i høj grad domineres af Robin basspil.
I midten af 80’erne tog Vibe ind imellem tilbage til England. Og i Penzance i Cornwall dannede hun, sammen med Wendy Herman, Bob Morley og Demelza Val Baker bandet: Bad Boys. Desuden kom Minna Grooss (Miss B. Haven) kort tid efter med som keyboardspiller. Bandet havde stor succes i hele Sydengland. Efter et par år gik bandet i opløsning og Robin tog hjem til Danmark.
Hjemme i Danmark gendannede hun Tyfoon med en ny besætning, og turnerede rundt med dette hold i en årrække. Besætningen bestod af: Sanne Brüel, Birgitte (Bea) Pedersen, Lotte Anker, Ditte Petersen og Tira Skamby.  Efter en større Englandsturné, hvor bandet lagde Sydengland ned med storm, holdt Tyfoon en pause. Den sidste Tyfoon-besætning bestod af Vibe Robinson, Sanne Brüel og Mette Mathiesen. De indspillede CD´ en Tyfoon i 1999, hvor man finder nogle af de skarpeste sange Robin har skrevet.
Efter Tyfoon, blev Robins næste projekt trioen: Lucy Wants Outs, som blev dannet sammen med Sanne Brüel og Ulla Tvede, og den eksisterede i et par år.
I 1995 flyttede Robin og Sanne til Thurø, Sydfyn, hvilket skulle blive starten på et nyt kapitel for Robin. Dels begyndte hun at male og de landlige omgivelser inspirerede hende samtidigt til at spille noget lidt mere akustisk præget musik. Robin begyndte også at spille violin igen. Hun og Sanne Brüel havde bl.a. en lille duo: Jolie Filles, hvor de spillede Cajun-inspireret musik på violin, harmonika, mandolin og guitar. De spillede bl.a. på folk-festivaler, til ferniseringer, ved specielle anledninger og til fester, især i Tyskland.
Maleriet kom med tiden  mere i centrum. Robin blev meget eksperimenterende og modig i sit meget personlige udtryk, som var en særegen blanding af ekspressionisme, dramatiske personskildringer og naturstudier. Hun blev inspireret af både det helt nære, som et udsnit af et vindue eller mere voldsomme billeder fra verdens brændpunkter. 
I 2011 døde Sanne og årene efter var hårde, men også meget produktive for Robin. Hun efterlod sig over 200 malerier. Som billedkunstner brugte hun navnet Vibe Robin.
Hun døde pludseligt, 64 år gammel, en dag i maj i skoven ved Kerteminde, hvor hun boede. Keyboardet og bassen var tændt og på staffeliet stod et stort maleri af en hane hun var i gang med.
 Der er for få eller ingen kildehenvisninger i denne artikel, hvilket er et problem. Du kan hjælpe ved at angive troværdige kilder til de påstande, som fremføres i artiklen.